# Éparchie Saint-Pierre-Apôtre de San Diego des Chaldéens
L'éparchie Saint-Pierre-Apôtre de San Diego des Chaldéens est une juridiction de l'Église catholique destinée aux fidèles de l'Église catholique chaldéenne, Église orientale en communion avec Rome, résidant dans la moitié ouest des États-Unis.

## Histoire et organisation
L'éparchie est érigée par Jean-Paul II par la constitution apostolique S. Petri apostoli urbis S. didaci Chaldeorum du 4 mai 2002, sous le vocable de saint Pierre Apôtre par détachement de l'éparchie Saint-Thomas-Apôtre de Détroit des Chaldéens.
Le siège de l'éparchie se situe en la cathédrale Saint-Pierre (en), à El Cajon, en Californie.

## Territoire

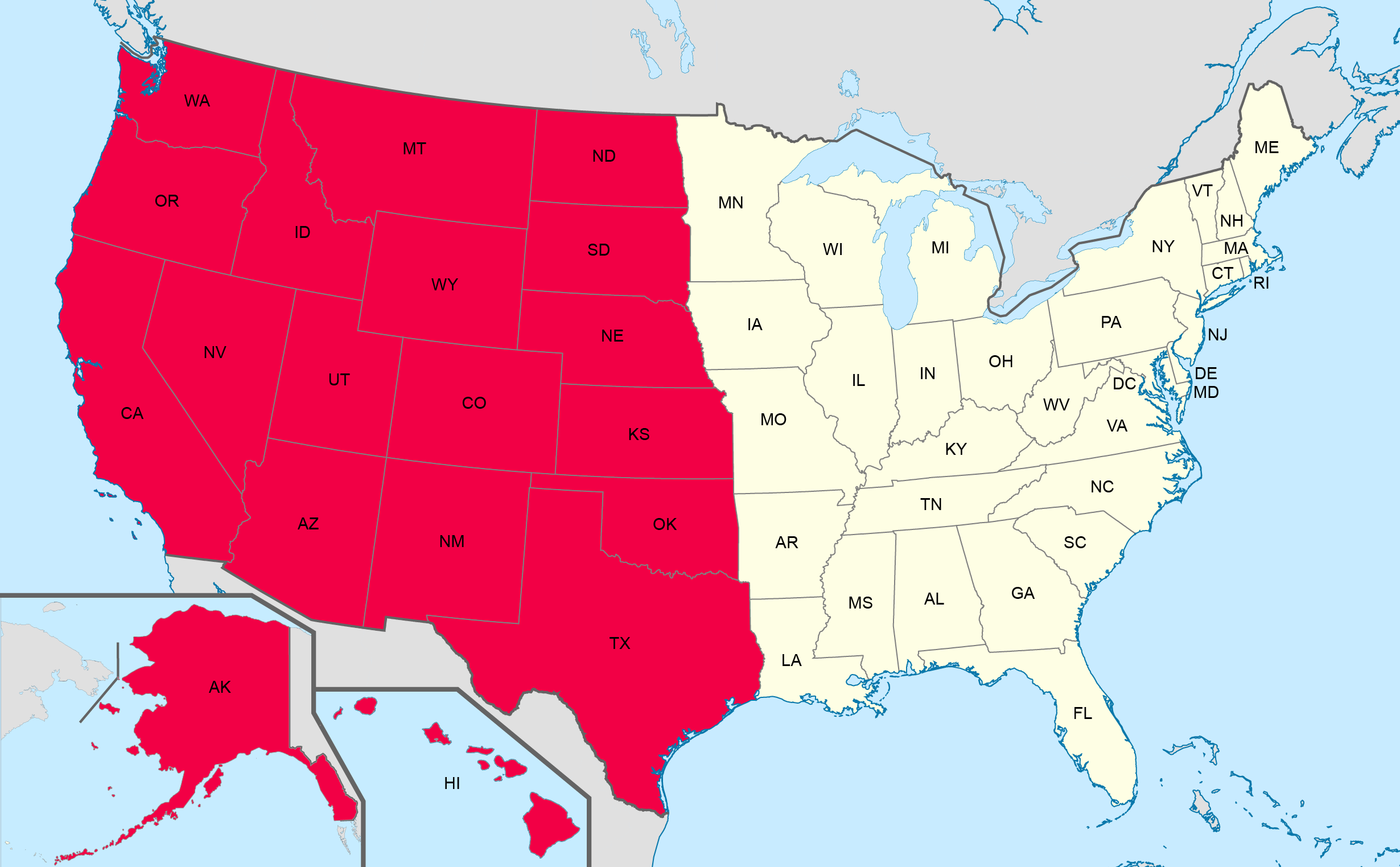
Localisation de l'éparchie.

Le territoire de l'éparchie, tel qu'il est défini dans la constitution apostolique du 4 mai 2002, couvre 18 États occidentaux des États-Unis : Arizona, Californie, Colorado, Dakota du Nord, Dakota du Sud, Hawaï, Idaho, Kansas, Montana, Nebraska, Nevada, Nouveau-Mexique, Oklahoma, Oregon, Texas, Utah, Washington, Wyoming.

## Liste des éparques
- 21 mai 2002 - 7 mai 2016 : Sarhad Jammo (Sarhad Yawsip Hermiz Jammo)
  - 7 mai 2016 - 9 août 2017 : Shlemon Warduni, évêque auxiliaire de Bagdad des chaldéens, administrateur apostolique
- depuis le 9 août 2017 : Emmanuel Shaleta

## Source
- Fiche de l'éparchie sur le site catholic-hierarchy.org

### Articles liés
- Église catholique chaldéenne
- Chrétiens de saint Thomas